# CAMPANELLA
CAMPANELLA（カンパネルラ、1987年 - ）は、日本のMC。

## 経歴
1987年愛知県生まれ。2011年、ネット上にアップしたフリーアルバム『DETOX』と、そのリメイク盤『RETOX』を発表。同年、C.O.S.A.とのユニット、COSAPANELLA名義で『The COSAPANELLA from Mdm』を発表。2012年、CAMPANELLA & TOSHI MAMUSHI名義のスプリット・アルバム『CAMPY&HEMPY』をリリース。2013年、　DJ ISSO & CAMPANELLA名義のオフィシャルミックスCD『Hope is no hope』をリリース。2014年、1stソロアルバム『VIVID』をリリース。2016年、2ndソロアルバムとなる『PEASTA』をリリース。 
2017年、EGO-WRAPPIN'の中納良恵をゲストに迎えた『PELNOD feat.中納良恵』を発表。 自身が主催であるイベント『MADE DAY MAIDER』を定期的に開催している。

### 来歴
- 2011年6月3日に手売りをメインにC.O.S.A.とユニットCOSAPANELLAとして『The Cosapanella from Mdm』を発表。
- 2011年7月28日、CAMAPANELLAとしてフリーのDLアルバム『DETOX』をオンライン上で発表。
- 2011年12月25日、鷹の目と共に『DETOX』のリミックス版である『RETOX』を発表。
- 2012年、オンライン上でのラップコンテスト『INTER HOOD第2回』にて優勝し、大会2連覇を達成。
- 2012年11月7日、TOSHI MAMUSHIとの共作でアルバム『CAMPY&HEMPY』をRCSLUM RECORDINGSより発表。
- 2013年5月17日、DJ ISSO&CAMPANELLAとしてオフィシャルミックスCD『HOPE IS NO HOPE』をYUKICHI RECORDSより発表。
- 2014年4月30日、自身初となるソロ名義での1stフルアルバム『VIVID』をP-VINE RECORDS/WDsoundsより発表。
- 2015年1月1日、自身が所属するSLUM RCのアルバム『WHO WANNA RAP』に参加。
- 2016年9月2日、Apple Music内『今週のNEW ARTIST』に選出される。
- 2016年9月7日、SPACE SHOWER MUSICよりソロ名義での2ndアルバム『PEASTA』を発表。
- 2017年2月1日、EGO-WRAPPIN'の中納良恵をゲストに迎えた『PELNOD feat.中納良恵』を発表。
- 2017年11月22日、Young Juvenile Youthのデビューアルバム『mirror』に「when（feat. CAMPANELLA）」で参加。

## ディスコグラフィー

### アルバム
- 『VIVID』 2014年4月30日 P-VINE RECORDS/WDsounds

自身初となる1stフルアルバム。
- 『PEASTA』2016年9月7日 MADE DAY MAIDER/ AWDR/LR2

2ndフルアルバム

### コラボレーションアルバム
- 『The COSAPANELLA from Mdm』 2011年6月3日 MADE DAY MAIDER

MC/トラックメイカーであるC.O.S.A.のビートでCAMPANELLAがラップを担当したユニットCOSAPANELLAとしてのコラボレーションアルバム。
- 『CAMPY&HEMPY』 2012年11月7日 RCSLUM RECORDINGS
- MCであるTOSHI MAMUSHIとのコラボレーションアルバム。

### ミックステープ
- 『HOPE IS NO HOPE』 2013年5月17日 YUKICHI RECORDS

DJ ISSOによりミックスされたCAMPANELLA音源でのオフィシャルミックスCD

### その他
- 『DETOX』2011年7月28日

フリーDLアルバムとしてオンライン上にて配信された。
- 『RETOX』2011年12月25日

『DETOX』のリメイク盤として鷹の目との共作。
- 『COSAPANELLA』2012年5月15日 LEXINGTON CO., Ltd.

C.O.S.A.とのユニットCOSAPANELLAとしてリリースされたの2LP・アナログ盤。
- 「My California」2013年3月29日 MADE DAY MAIDER

OTAI RECORDSが主催するインターネットラップバトルINTER HOOD第2大会にて制作発表された楽曲の12インチ・アナログ盤。
- 『PEASTA [2LP]』2017年2月6日 MADE DAY MAIDER／ADWR/LR2

自身の2ndアルバムの2LP・アナログ盤。
- 『PELNOD feat. 中納良恵　[7INCH]』2017年2月18日 MADE DAY MAIDER／AWDR/LR2

EGO-WRAPPIN'の中納良恵をゲストに迎えた7インチ・アナログ盤。

### 参加楽曲
- 『FATBOB'S ORDER VOL.1』V.A (JET CITY PEOPLE／2010年8月)

「WEDNESDAY」
- 『FAT BOB'S ORDER VOL.2』V.A (JET CITY PEOPLE／2010年12月)

「WHAT (feat. CAMPANELLA)」
「ヤバいRAP (feat.呂布カルマ＋CAMPANELLA)」
- 『THE METHOD』V.A (RCSLUM RECORDINGS／2011年)

「Nasty Painter」
「Higher」
- 『QUESTIONABLE THOUGHT』YUKSTA-ILL (PRESIDENTS HEIGHTS／2011年12月7日)

「THICKER THAN WATER (feat.MEXMAN, K.LEE, CAMPANELLA, SOCKS)」
- 『TRIBALISM』BASE (JET CITY PEOPLE／2012年6月20日)

「Ride OR Die (feat. B-EAT, CAMPANELLA, ROO-TIGER, ばんり)」
- 『真田虫非行ツアー』ROO-TIGER（JET CITY PEOPLE／2013年2月22日)

「ブス5000 (feat. ポチョムキン from 餓鬼レンジャー, 呂布カルマ, CAMPANELLA)」
- 『Samurai Sampler』DJ Nej (Nej's Cafe／2013年3月16日)

「極楽と太鼓 (feat. Kokoro, CAMPANELLA, Giovanni)」
- 『SHINPEITA Presents M.B.A -MIC BATTLE ASSOCIATION-』 V.A  (FILE RECORDS／2013年9月13日)

「SEX, DRUG, SKILL, HIP-HOP (feat. 呂布カルマ, CAMPANELLA, ばんり, NERO」
- 『FROM TOP OF THE BOTTOM』MIKUMARI (RCSLUM RECORDINGS／2013年9月11日)

「Blow up project (feat. CAMPANELLA)」
- 『SPIT STOCK -DELUXE EDITION-』V.A (BLUE VERY STUDIO／2013年)

「BIG DIPPER (feat. CAMPANELLA & TOSHI蝮 & RADOO)」MADS
- 『KEEP YA HEAD UP』ENDRUN (C-L-C RECORDS／2013年12月18日)

「Sky-Rocket (feat. TOSHI蝮, PEPCEE, CAMPANELLA)」
- 『160OR80』V.A (THAILAND BOOK STORE／2013年12月25日)

「Sullivan Show (Beat by Uncle Texx)」
- 『FAT BOB'S ORDER VOL.3』V.A（JET CITY PEOPLE／2014年1月30日）

「SEX, DRUG, SKILL, HIP-HOP (呂布カルマ, CAMPANELLA, ばんり, NERO)」
「Christian Lassen」
- 『BLUE VERY STUDIO Presents GOLD BERRY mixed by DJ BULLSET』 DJ BULLSET (BLUE VERY STUDIO／2013年11月)

「BIG DIPPER (feat. CAMPANELLA, TOSHI蝮, RADOO)」MADS
- 『The Documentary』DJ BEERT & JAZADOCUMENT (P-VINE RECORDS / 2014年6月4日

「Slum 2 Savanna (feat. MC KHAZZ, MIKUMARI, CAMPANELLA & YUKSTA-ILL)」
- 『URA BOTTOM』MIKUMARI (RCSLUM RECORDINGS／2014年6月25日)

「Blow up project (feat. Campanella)」
- 『BLACK FILE THE BOMBRUSH SHOW 3』DJ NOBU a.k.a. BOMBRUSH（SPACE SHOWER MUSIC／2014年8月6日）

「HIP HOP 女郎地獄 (feat. キエるマキュウ, TOSHI蝮)」CAMPANELLA
- 『Give Yourself A Break』LAF（BLACK MIX JUICE／2014年9月30日）

「Mostly Rainy (Campy & Hempy & Hydra)」
- 『OVER CAST mixed by DJ KURONEKO』V.A（DJ HONDA RECORDINGS／2014年12月3日）

「Oops!」CAMPANELLA
- 『MAKE MY DAY』DJ HIGHSCHOOL（WDsounds／2015年4月2日）

「Sunshine & City Lights (feat. Toshi蝮, Nero, CAMPANELLA)」
- 『KEEP YA HEAD UP REMIXES』ENDRUN（C-L-C RECORDS／2015年2月11日）

「Sky-Rocket Remix (feat. Toshi蝮, PEPCEE & CAMPANELLA)」
- 『The other Side mixed by DJ KM』V.A（P-VINE RECORDS／2015年2月18日）

「New Way New Game（feat. KID FRESINO)」CAMPANELLA
- 『SWEET TALKING』BUSHMIND（SEMINISHUKEI／AWDR/LR2／2015年5月13日）

「DOO-WOP（feat. CAMPY & HEMPY）」
「JUST ROLLIN'（ILL-TEE & CAMPANELLA）」
- 『BUBBLICIOUS 99』DJ BLOCKCHECK（RCSLUM RECODINGS／2015年4月22日）

- 『LIFE IS MOVIE』ERA（HOW LOW／2015年7月22日）

- 『MINORITY POLICY OPERATED BY KOKIN BEATZ THE ILLEST』YUKSTA-ILL（RCSLUM RECORDINGS／2015年8月5日）

「666（feat. YUKSTA-ILL）」CAMPANELLA
- 『Pushin'』STUTS（Atik Sounds／SPACE SHOWER MUSIC／2016年4月20日）

「Furious （feat. CAMPANELLA & KID FRESINO）」
- 『5014 COMP MOST WANTED -REVISIT-』V.A（WDsounds／2016年11月16日）

「CAROUSEL EL DORADO」CAMPANELLA
「1,2 finish（MASS-HOLE REMIX）」CAMPY & HEMPY
- 『Zama City Making 35』Hi'Spec（SUMMIT／2016年6月1日）

「D.F.TH.（feat. CAMPANELLA）」
- 『WHO WANNA RAP 2』SLUM RC（RCSLUM RECORDINGS／2016年6月29日）

- 『Manhattan Records(R) presents 2016 BEST OF JAPANESE HIP HOP MIX』V.A（Manhattan Recordings／2016年12月7日）

「Furious（feat. CAMPANELLA & KID FRESINO）」STUTS
- 『NEO TOKAI ON THE LINE』YUKSTA-ILL（P-VINE RECORDS／2017年2月2日）

「LOOK AHEAD OF US（feat. CAMPANELLA）」
- 『悲しみのジーニアス』デフチン( Deftin )（OUTSIDE／2017年5月10日）

「意味がないよ（feat. CAMPANELLA & STILLMAN）」
「B.I.T.C.H.（feat. CAMPANELLA）」
- 『EYESSAY 02』POPY OIL（OILWORKS／2017年5月13日）

- 『NOISE』INISHALL-L（PARANOID INC.／2017年7月19日）

「真夜中（feat. CAMPANELLA）」
- 『THE MIX TAPE VOLUME #5 - 4eva Young-』DJ RYOW（DREAM TEAM MUSIC／2017年9月27日）

「LOOK AHEAD OF US（feat. CAMPANELLA）」YUKSTA-ILL
- 『here』KOJOE（JAZZY SPORT／2017年11月15日）

「Smiles Davis（feat. Dusty Husky & CAMPANELLA）」
- 『mirror』Young Juvenile Youth（U/M/A/A Inc.／2017年11月22日）

「when（feat. CAMPANELLA）」
- 『RETURN OF ACID KING』NERO IMAI（RCSLUM RECORDINGS／2017年11月29日）

「Iphone Pt.2 pro. C.O.S.A.（feat. C.J.Cal & CAMPANELLA）」
- 『SUPERSALT』呂布カルマ（JET CITY PEOPLE／2018年5月9日）

「Lost License Boys（feat. CAMPANELLA）」

### 楽曲提供
- BAL『2016年秋冬コレクション』 2016年8月28日

「KILLME (instrumental)」